# 柯爾獎
柯爾獎（Cole Prize），全名弗兰克·纳尔逊·柯尔奖（Frank Nelson Cole Prize），由美國數學學會授奖。分別有數論獎（1931年開始）和代數獎（1928年開始），奖励数论和代數领域的成果。它是为纪念為學會服務了25年的弗兰克·纳尔逊·柯尔教授而设立。
虽然這個獎并不是完全國際化的，但是它既頒給有卓越贡献的學會成員，也颁给在美國期刊上發表了出色文章者。

## 代數獎得獎者
- 1928 伦纳德·尤金·迪克森
- 1939 A. Adrian Albert
- 1944 奥斯卡·扎里斯基
- 1949 理查德·布饶尔
- 1954 哈里希-钱德拉
- 1960 塞爾日·蘭，Maxwell A. Rosenlicht
- 1965 瓦尔特·法伊特，约翰·格里格斯·汤普森
- 1970 John R. Stallings，Richard G. Swan
- 1975 Hyman Bass，丹尼尔·奎伦
- 1980 Michael Aschbacher，Melvin Hochster
- 1985 喬治·盧斯蒂格
- 1990 森重文
- 1995 米歇尔·雷诺，David Harbater
- 2000 Andrei Suslin，Aise Johan de Jong
- 2003 中島啓(Hiraku Nakajima)
- 2006 János Kollár
- 2009 Christopher Hacon, James McKernan
- 2012 亚历山大·麦克尔耶夫
- 2015 皮特·舒尔策
- 2018 Robert Guralnick
- 2021 許晨陽
- 2024 Jessica Fintzen

## 數論獎得獎者
- 1931 H. S. Vandiver
- 1941 克勞德·謝瓦萊
- 1946 H. B. Mann
- 1951 保羅·艾狄胥
- 1956 约翰·泰特
- 1962 岩澤健吉，伯纳德·M·德沃克
- 1967 James B. Ax，Simon B. Kochen
- 1972 Wolfgang M. Schmidt
- 1977 志村五郎
- 1982 罗伯特·朗兰兹，Barry Mazur
- 1987 多利安·哥德费尔德，Benedict H. Gross，Don B. Zagier
- 1992 Karl Rubin，Paul Vojta
- 1997 安德魯·懷爾斯
- 2002 亨里克·伊萬尼克，理查·泰勒
- 2005 彼得·萨那克
- 2008 曼久尔·巴尔加瓦
- 2011 Chandrashekhar Khare，让-皮埃尔·温唐贝热
- 2014 張益唐， Daniel Goldston， János Pintz， Cem Yıldırım
- 2017 Henri Darmon
- 2020 詹姆斯·梅纳德
- 2023 凯萨·马托迈基，Maksym Radziwill， James Newton， Jack Thorne

## 外部連結
- Frank Nelson Cole Prize in Algebra （页面存档备份，存于）
- Frank Nelson Cole Prize in Number Theory （页面存档备份，存于）